# Páramo (Santander)
Pour les articles homonymes, voir Páramo.
Páramo est une municipalité colombienne située dans le département de Santander.